# Chico Leite
Francisco Leite de Oliveira (Milagres, 11 de julho de 1964), conhecido como Chico Leite, é um jurista, professor de Direito, procurador de Justiça e político brasileiro. Após quatro mandatos como deputado distrital na Câmara Legislativa do Distrito Federal (CLDF), regressou ao Ministério Público do Distrito Federal e dos Territórios (MPDFT), assumindo a titularidade da 11ª Procuradoria de Justiça Criminal.
Ingressou no MPDFT em 1989, por concurso público, tendo sido o primeiro promotor de Defesa da Cidadania. Foi promotor criminal em todos os fóruns, participando de mais de 400 júris. Exerceu ainda outras funções dentro do órgão, como a chefia da Promotoria na região administrativa de Ceilândia e o cargo de chefe de gabinete do procurador-geral. Recebeu duas ordens do mérito oferecidas pelo MPDFT: Grã-Cruz (2003) e Grão-Colar (2007).
Seu primeiro mandato foi conquistado em 2002 e, desde então, aprovou leis que se tornaram referência para outros estados e até mesmo para o Legislativo federal, entre elas o fim do nepotismo, o fim do voto secreto parlamentar, as primeiras leis de acesso à informação, a pioneira Lei Geral do Concurso Público, entre outras. Foi ouvidor da CLDF pelo biênio 2017/2018.

## Vida

### Infância e juventude
Nascido na cidade de Milagres, no Ceará, em 11 de julho de 1964, Chico Leite é o filho mais velho, entre três irmãos, de Antônio Valdir de Oliveira e Maria Maryland Leite de Oliveira.

### Chegada a Brasília e formação acadêmica
Chico Leite chegou com sua mãe e irmãos a Brasília com 18 anos, em julho de 1982, dois anos após o pai, auditor fiscal do Tesouro Nacional, ser transferido para a capital. Naquele ano, ele cursava o terceiro semestre de Direito na Universidade Federal do Ceará (UFC) e também Letras na Universidade Estadual do Ceará (UECE). Para acompanhar a família, trancou o curso de letras e transferiu Direito para a Universidade de Brasília (UnB), em curso com dupla opção, ingressando também em Comunicação com foco em jornalismo.
Participou de movimentos culturais e escreveu poesias, paixão despertada ainda na UFC, quando editava uma revista literária chamada ‘Comboio’. Na UnB, ajudou a fundar a revista ‘Há Vagas’ ao lado de três outros colegas. Chico Leite escrevia ainda semanalmente artigos, ensaios e críticas literárias, que passaram a ser publicadas em jornais locais, como o Correio Braziliense.
Integrado aos colegas do curso de Comunicação, Leite passou a colaborar com o jornal alternativo chamado ‘Movimento do Campinho’, em alusão ao jornal modelo do curso de Comunicação chamado ‘Campus’. Aproximou-se do professor de ética e jornalismo Carlos Chagas, então editor de política do Jornal O Estado de São Paulo, que o convidou para colaborar no periódico.
Aos poucos, no entanto, a vocação para o Direito foi tomando espaço em sua vida acadêmica, graduando-se bacharel em 1987. Tornou-se professor de Direito Penal, tendo lecionado no Centro Universitário de Brasília (UniCEUB), no Centro Universitário do Distrito Federal (UDF), no Obcursos, na Escola Superior do Ministério Público do Distrito Federal e dos Territórios, na Escola Superior da Magistratura e na Escola Superior de Advocacia (OAB). Do carinho dos alunos veio o apelido, Chico Leite, que passou a acompanhá-lo em sua vida pública.

## Desempenho em eleições
| Ano  | Eleição                       | Candidato a        | Partido | Coligação                                               | Suplentes/Vice                                                               | Votos   | Resultado  |
| ---- | ----------------------------- | ------------------ | ------- | ------------------------------------------------------- | ---------------------------------------------------------------------------- | ------- | ---------- |
| 1998 | Distrital do Distrito Federal | Deputado distrital | PSDB    | (PTB / PSDB)                                            | —                                                                            | 4,794   | Não eleito |
| 2002 | Distrital do Distrito Federal | Deputado distrital | PCdoB   | (PCB / PCdoB / PMN / PT)                                | —                                                                            | 10.558  | Eleito     |
| 2006 | Distrital do Distrito Federal | Deputado distrital | PT      | (PT / PRB)                                              | —                                                                            | 23.919  | Eleito     |
| 2010 | Distrital do Distrito Federal | Deputado distrital | PT      | PT                                                      | —                                                                            | 36.806  | Eleito     |
| 2014 | Distrital do Distrito Federal | Deputado distrital | PT      | (PT / PP)                                               | —                                                                            | 15.636  | Eleito     |
| 2018 | Distrital do Distrito Federal | Senador            | REDE    | Brasília de Mãos Limpas (PSB / PV / PCdoB / PDT / REDE) | Álvaro Silveira Júnior (PSB) (1º suplente) Djacyr Arruda (PDT) (2º suplente) | 195.641 | Não eleito |